# Репрезентација Аргентине у хокеју на леду
Хокејашка репрезентација Аргентине представља Аргентину у хокеју на леду на међународним такмичењима. Налази се под окриљем Хокејашког савеза Аргентине који је од 31. маја 1998. придружени члан Међународне хокејашке федерације ИИХФ.

## Историјат
Национални тим Аргентине своје прве две утакмице одиграо је против Мексика 18. и 19. фебруара 2012. у граду Куаутитлан Искалију у Мексику. У питању су биле пријатељске утакмице, а домаћа селекција је добила оба меча, први са 5:1, а други са 10:1.
На Панамеричком хокејашком турниру играном у Мексико Ситију од 2. до 9. марта 2014. селекција Аргентине је освојила 4. место (од 5 екипа).
Челници аргентинског савеза планирају да тим у што скорије време узме учешће у такмичењима под окриљем ИИХФ за шта је потребно постојање бар једног затвореног игралишта прописаних димензија у земљи.

## Резултати на светским првенствима
Закључно са 2013. Аргентина није наступила ни на једном званичном такмичењу под окриљем ИИХФ.

## Резултати са осталим селекцијама
Закључно са крајем 2014.
| Репрезентација | Ут | Поб | Н | Пор | ГД | ГП | ГР  |
| -------------- | -- | --- | - | --- | -- | -- | --- |
| Мексико        | 3  | 0   | 0 | 3   | 2  | 33 | -31 |
| Бразил         | 1  | 1   | 0 | 0   | 5  | 3  | +2  |
| Колумбија      | 2  | 0   | 0 | 2   | 2  | 20 | -18 |
| Канада         | 1  | 0   | 0 | 1   | 0  | 18 | -18 |